# Consoante obstruente
Uma consoante obstruente ou obstruinte, é um som formado impedindo o fluxo de ar na boca, causando um aumento na pressão do ar antes da obstrução, como nos sons de [p] em pá e [f] em fé. As consoantes podem ser dividias em obstruentes e soantes no seu modo de articulação. As obstruentes são as consoantes em que há um fechamento no trato bucal, parando o fluxo de ar ou interferindo nele. Podem ser dividas em:
- consoantes oclusivas, que se produzem através de um bloqueio ou oclusão completa da corrente do ar;
- consoantes africadas, que se produzem através de uma oclusão momentânea que é liberada rapidamente, gerando um fluxo subsequente turbulento com ficção;
- consoantes fricativas, que se produzem sem oclusão, mas com um estreitamento que produz um fluxo muito turbulento com fricção audível.

Todas as línguas possuem obstruentes surdas, e embora algumas línguas careçam de obstruentes sonoras, também são muito comuns. Já as soantes das línguas do mundo são praticamente sempre sonoras, sendo tipologicamente pouco frequentes soantes surdas. As obstruentes portuguesas que formam fonemas vêm em pares (surda-sonora), e são as oclusivas /p/ /b/ /t/ /d/ /k/ /ɡ/, as fricativas /f/ /v/ /s/ /z/ /ʃ/ /ʒ/. A africada /tʃ/ só ocorre em empréstimos em certos dialetos, em outros, especialmente brasileiros, aparece formando o par /tʃ/ /dʒ/, constituindo uma alofonia.